# Koungou
Koungou és un municipi francès, situat a la col·lectivitat d'ultramar de Mayotte. El 2007 tenia 19.831 habitants. Es troba al nord-est de Mayotte, a 10 o 15 minuts de la capital Mamoudzou. Des de 2008 l'alcalde és Ahmed Souffou.